# Истмо-Колумбия
Истмо-Колумбия (на английски: Isthmo-Colombian) е културно-исторически регион на Централна Америка, дефинирането на който за първи път е предложено от Джон Уупс и Оскар Фонсек в книгата от 2003 г. „Злато и власт в древните Коста Рика, Панама и Колумбия“ Истмо-Колумбия частично покрива региона, известен преди в археологическата литература като „междинна зона“. По време на контакта с европейците, Истмо-Колумбия е обитавана главно от коренно нселение и включва източната част на Хондурас, карибското крайбрежие на Никарагуа, Коста Рика, Панама и северната част на Колумбия.
Регионът на Истмо-Колумбия привлича много по-малко интереса от археолозите, отколкото съседната Месоамерика, поради липсата на паметници на монументалната архитектура или поне така се е смятало. Към днешна дата са открити множество паметници с впечатляващи платформени могили, площади, калдъръмени пътища, каменни скулптури, артефакти от нефрит, злато, образци от местна керамика. Има основания да се счита, че тук има големи селища в епохата, предшестваща испанското завладяване.